# Pacifoculodes spinipes
Pacifoculodes spinipes is een vlokreeftensoort uit de familie van de Oedicerotidae. De wetenschappelijke naam van de soort is voor het eerst geldig gepubliceerd in 1962 door Mills.